# Baja Aragón
La Baja Aragón, coneguda antigament com a Baja España-Aragón, és una prova de ral·li raid que es disputa anualment als Monegres des de 1983 (amb l'única interrupció del 1992, per la coincidència amb els Jocs Olímpics de Barcelona).
Organitzada per la Federació Espanyola d'Automobilisme des de 1993, és una de les proves més prestigioses del calendari de la Copa del Món de Raids i la més important de l'Estat espanyol d'aquesta disciplina. Per la prova hi han passat els millors pilots de l'especialitat, tant en cotxes (Ari Vatanen, Pierre Lartigue, Jacky Ickx, Timo Salonen, Jean-Louis Schlesser o Stéphane Peterhansel), com en motos (Nani Roma, Isidre Esteve, Jordi Arcarons, Marc Coma o Cyril Despres).

## Història

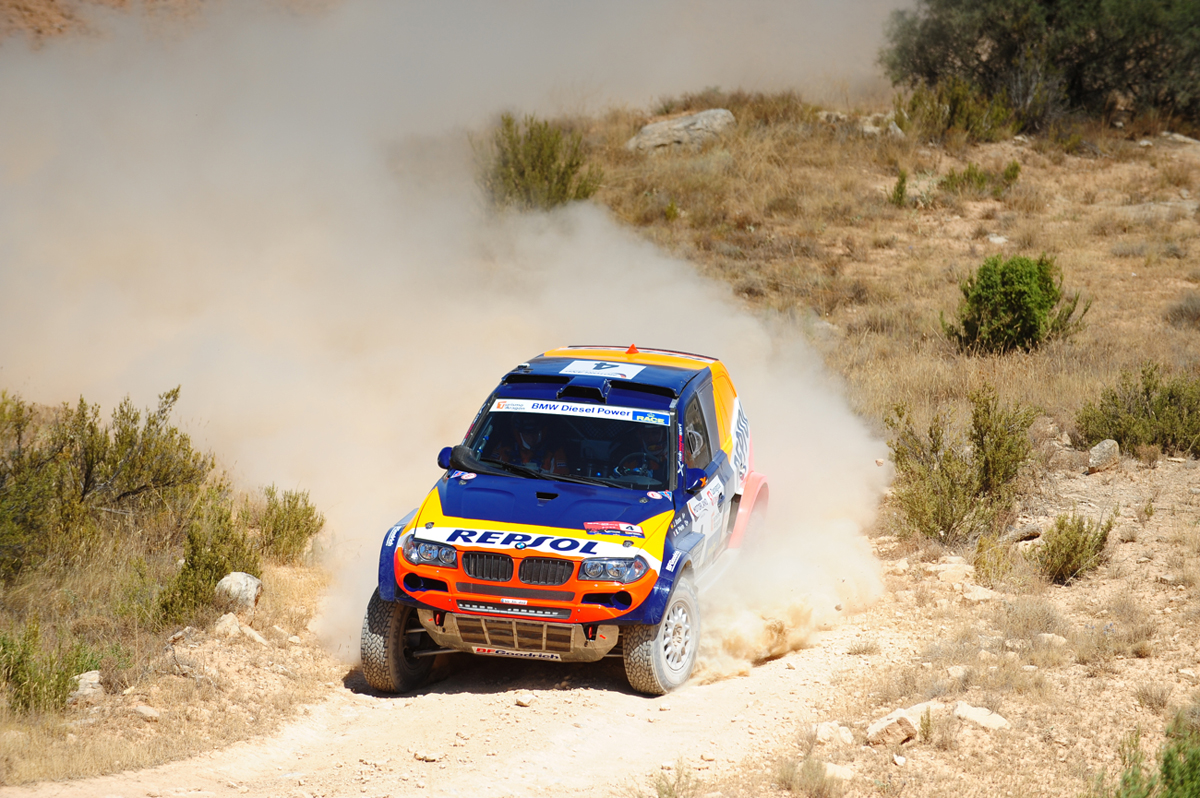
Nani Roma i Michel Périn amb el BMW durant l'edició de 2009

L'esdeveniment fou creat amb el nom de Baja Montesblancos per François Vicent i Carlos Gracia, president aleshores de la Federació Aragonesa-Riojana d'Automobilisme, tot inspirant-se en proves de renom com ara el Ral·li Paris-Dakar o la Baja 1000 (d'on van treure el nom).
El 1992, la Baja fou cancel·lada pel fet de coincidir amb els Jocs Olímpics. Després d'això, la RFEDA es va fer càrrec de l'organització i l'esdeveniment es va incloure a la Copa del Món de Ral·lis Raid de la FIA. El 2020, la Baja va tornar a ser cancel·lada, en aquesta ocasió, a causa de la pandèmia de COVID-19.
A data del 2024, la Baja formava part de la FIA World Baja Cup i de la Copa del Món de Bajas de la FIM, així com del Campionat d'Espanya de Cross Country.

## Guanyadors
A 31 de desembre de 2024

### Automòbils i motocicletes
| Edició  | Any  | Cotxes                 | Cotxes                 | Cotxes                 | Motos                               | Motos                  |
| Edició  | Any  | Pilot                  | Copilot                | Automòbil              | Pilot(s)                            | Moto                   |
| ------- | ---- | ---------------------- | ---------------------- | ---------------------- | ----------------------------------- | ---------------------- |
| I       | 1983 | Jean-Jacques Ratet     | S. Charier             | Toyota                 | Pierre-Marie Poli · Xavier Audouard | Yamaha                 |
| II      | 1984 | Raoul Raymondis        | J. Pastorello          | Range Rover            | Serge Bacou · Chuck Stearns         | Yamaha                 |
| III     | 1985 | Pierre Lartigue        | Bernard Giroux         | Lada Niva              | Chavanette · Randy Morales          | KTM                    |
| IV      | 1986 | Jean Da Silva          | Hubert Rigal           | Mitsubishi Pajero      | André Lacroix · Neels Tehric        | Honda                  |
| V       | 1987 | Jean Da Silva          | Hubert Rigal           | Mitsubishi             | Carles Mas · Ferran Gil             | Yamaha                 |
| VI      | 1988 | Ari Vatanen            | Bruno Berglund         | Peugeot                | Jordi Arcarons · Josep Lluís Steuri | KTM                    |
| VII     | 1989 | Jacky Ickx             | Christian Tarin        | Peugeot                | João Lopes · António Lopes          | Honda                  |
| VIII    | 1990 | Ari Vatanen            | Bruno Berglund         | Citroën                | Agustí Vall · Davide Trolli         | KTM                    |
| IX      | 1991 | Kenneth Eriksson       | Staffan Parmander      | Mitsubishi             | Jordi Arcarons · Danny Laporte      | Husqvarna              |
|         | 1992 | No es disputà          | No es disputà          | No es disputà          | No es disputà                       | No es disputà          |
| X       | 1993 | Pierre Lartigue        | Michel Périn           | Citroën                | Josep Lluís Steuri                  | KTM                    |
| XI      | 1994 | Timo Salonen           | Fred Gallagher         | Citroën                | Agustí Vall                         | KTM                    |
| XII     | 1995 | Pierre Lartigue        | Michel Périn           | Citroën                | Nani Roma                           | KTM                    |
| XIII    | 1996 | Ari Vatanen            | Gilles Picard          | Citroën                | Josep Lluís Steuri                  | Honda                  |
| XIV     | 1997 | Pierre Lartigue        | Michel Périn           | Citroën                | Nani Roma                           | KTM                    |
| XV      | 1998 | Jean-Louis Schlesser   | Jean-Dominique Comolli | Buggy Schlesser        | Isidre Esteve                       | KTM                    |
| XVI     | 1999 | Josep Maria Servià     | Thierry Delli Zotti    | Schlesser              | Nani Roma                           | KTM                    |
| XVII    | 2000 | Jean-Louis Schlesser   | Jean-Dominique Comolli | Schlesser              | Isidre Esteve                       | KTM                    |
| XVIII   | 2001 | Jean-Louis Schlesser   | Jean-Dominique Comolli | Schlesser              | Isidre Esteve                       | KTM                    |
| XIX     | 2002 | Jean-Louis Schlesser   | Jean-Dominique Comolli | Schlesser              | Nani Roma                           | KTM                    |
| XX      | 2003 | Luc Alphand            | Arnaud Debron          | BMW X5                 | Isidre Esteve                       | KTM                    |
| XXI     | 2004 | Carlos Sousa           | Henri Magne            | Mitsubishi             | Marc Coma                           | KTM                    |
| XXII    | 2005 | Nani Roma              | Henri Magne            | Mitsubishi             | Isidre Esteve                       | KTM                    |
| XXIII   | 2006 | Jozel Sykora           | M. Sykora              | Mitsubishi             | Isidre Esteve                       | KTM                    |
| XXIV    | 2007 | Stéphane Peterhansel   | Jean-Paul Cottret      | Mitsubishi             | Gerard Farrés                       | KTM                    |
| XXV     | 2008 | Nasser Al-Attiyah      | Tina Thörner           | BMW                    | Marc Coma                           | KTM                    |
| XXVI    | 2009 | Nani Roma              | Michel Périn           | BMW                    | Gerard Farrés                       | KTM                    |
| XXVII   | 2010 | Stéphane Peterhansel   | Jean-Paul Cottret      | BMW                    | Marc Guasch                         | Yamaha                 |
| XXVIII  | 2011 | Filipe Campos          | Jaime Baptista         | BMW                    | Gerard Farrés                       | KTM                    |
| XXIX    | 2012 | Stéphane Peterhansel   | Jean-Paul Cottret      | Mini All4 Racing       | Joan Barreda                        | Husqvarna              |
| XXX     | 2013 | Nani Roma              | Michel Périn           | Mini All4 Racing       | Joan Barreda                        | Honda                  |
| XXXI    | 2014 | Nani Roma              | Michel Périn           | Mini All4 Racing       | Gerard Farrés                       | Gas Gas                |
| XXXII   | 2015 | Nani Roma              | Àlex Haro              | Mini All4 Racing       | Gerard Farrés                       | KTM                    |
| XXXIII  | 2016 | Nasser Al-Attiyah      | Mathieu Baumel         | Toyota                 | Joan Barreda                        | Honda                  |
| XXXIV   | 2017 | Nasser Al-Attiyah      | Mathieu Baumel         | Toyota                 | Joan Barreda                        | Honda                  |
| XXXV    | 2018 | V. Vasilyev            | K. Zhilstov            | Toyota Hilux Overdrive | Michaël Metge                       | Sherco                 |
| XXXVI   | 2019 | Orlando Terranova      | Ronnie Graue           | Mini John Cooper       | Michaël Metge                       | Sherco                 |
|         | 2020 | Cancel·lada (COVID-19) | Cancel·lada (COVID-19) | Cancel·lada (COVID-19) | Cancel·lada (COVID-19)              | Cancel·lada (COVID-19) |
| XXXVII  | 2021 | Nasser Al-Attiyah      | Mathieu Baumel         | Toyota Hilux Overdrive | Joan Barreda                        | Honda                  |
| XXXVIII | 2022 | Nasser Al-Attiyah      | Mathieu Baumel         | Toyota Hilux           | Tosha Schareina                     | Gas Gas                |
| XXXIX   | 2023 | Nasser Al-Attiyah      | Mathieu Baumel         | Toyota Hilux           | Tosha Schareina                     | Honda                  |
| LX      | 2024 | Guillaume de Mévius    | Mathieu Baumel         | Toyota Hilux           | Tosha Schareina                     | Honda                  |

### Camions i quads
| Edició  | Any  | Camions                                                     | Camions               | Quads                 | Quads                 |
| Edició  | Any  | Equip                                                       | Camió                 | Pilot                 | Quad                  |
| ------- | ---- | ----------------------------------------------------------- | --------------------- | --------------------- | --------------------- |
| XXI     | 2004 | -                                                           | -                     | Víctor Santos         | Suzuki                |
| XXII    | 2005 | Francesc Selga · Jordi Torra                                | Iveco                 | Pascal Estebe         | Gas Gas               |
| XXIII   | 2006 | David Oliveras · Agustí Campà · Josep Capsada               | Mercedes              | Francisco Palacín     | Honda                 |
| XXIV    | 2007 | David Oliveras · Josep Capsada · Òscar Matons               | Mercedes              | Paulino A. Ferreira   | Suzuki                |
| XXV     | 2008 | Marco Dono · Andrea Bettiga · Vittorio Acerboni             | Iveco                 | José María Peña       | Yamaha                |
| XXVI    | 2009 | Martin Macík · Josef Kalina · Martin Macík jr.              | Liaz                  | Óscar Romero          | Polaris               |
| XXVII   | 2010 | -                                                           | -                     | Óscar Romero          | Polaris               |
| XXVIII  | 2011 | Pep Vila · Rafa Tornabell · Peterhan Van Eerd               | Iveco                 | Óscar Romero          | KTM                   |
| XIX     | 2012 | Joseph Adua · Ferran Marco · Marc Torres                    | Iveco                 | -                     | -                     |
| XXX     | 2013 | Manolo Borrero · Iago Caamaño · Edesio Caamaño              | Man                   | Mario Gajón           | KTM                   |
| XXXI    | 2014 | Arturas Ardavicius · Alexey Nikizhev · Filip Škrobánek      | Tatra                 | Mario Gajón           | KTM                   |
| XXXII   | 2015 | Martin Kolomý · Kilian · Kilian                             | Tatra                 | Mario Gajón           | KTM                   |
| XXXIII  | 2016 | Martin Kolomý · Kilian · Kilian                             | Tatra                 | Oriol Vidal           | Yamaha                |
| XXXIV   | 2017 | Martin Macík · Petr Tomášek · Michal Mrkva                  | Liaz                  | Arnaldo Martins       | Suzuki                |
| XXXV    | 2018 | Jaroslav Valtr · R. Kaplanek · M. Zbranek                   | Tatra                 | Dani Vilà             | Yamaha                |
| XXXVI   | 2019 | Martin Macík · F. Tomasek · D. Švanda                       | Iveco Powerstar       | Dani Vilà             | Yamaha Raptor         |
|         | 2020 | Cancel·lat (COVID-19)                                       | Cancel·lat (COVID-19) | Cancel·lat (COVID-19) | Cancel·lat (COVID-19) |
| XXXVII  | 2021 | Martin Macík · F. Tomasek · David Švanda                    | Iveco Powerstar       | Alexandre Giroud      | Yamaha Raptor         |
| XXXVIII | 2022 | Jaroslav V. Miskolci · R. Kaplanek                          | Iveco                 | Alexandre Giroud      | Yamaha Raptor         |
| XXXIX   | 2023 | Javier Mariezkurrena · Txomin Iribarren · Martin Salaverria | Iveco                 | Juraj Varga           | Yamaha                |
| LX      | 2024 | Martin Macík · F. Tomášek · D. Švanda                       | Iveco                 | Jérôme Connart        | Yamaha                |